# بيل أونيل
بيل أونيل (بالإنجليزية: Bill O'Neill)‏ هو سياسي أمريكي، ولد في 1947. حزبياً، نشط في الحزب الجمهوري. وقد انتخب عضو مجلس نواب أوهايو.